# 메가트렌드
메가트렌드(megatrends)는 세계적 규모의 영향을 미치는 트렌드이다. 현재의 메가트렌드 중 일부는 세계적 위협과 동의어이다.

## 경제적 영향
경제적으로 메가트렌드는 기업이 이익을 창출하기 위해 이용될 수 있다. 예를 들어 블랙록, 프라이스워터하우스쿠퍼스, 언스트 엔 영은 적어도 7개의 메가트렌드를 식별하였다.
- 기술의 진보, 특히 인터넷 부문에서[6]
- 인구 변화와 사회 변천[7]
- 급속한 세계적 도시화[8]
- 기후변화와 자원 고갈[9]
- 신흥 시장[10]
- 딥페이크와 기타 합성 배지의 영향[5]
- 미생물군유전체와 합성생물학[5]